# Divisione militare del Mississippi
La Divisione militare del Mississippi è stata una divisione amministrativa dell'esercito degli Stati dell'Unione, che ebbe il controllo di tutte le operazioni militari nel teatro d'operazioni occidentale della Guerra di secessione americana.

## Storia
In origine la Divisione fu creata dal Presidente Abraham Lincoln il 16 ottobre 1863 per riorganizzare le truppe dell'Unione nel teatro di guerra dell'Ovest, dopo la grave sconfitta subita dall'esercito federale nella battaglia di Chickamauga. Il suo primo comandante fu il maggior generale Ulysses S. Grant.
La Divisione comprendeva il Dipartimento dell'Ohio, del Tennessee, del Cumberland e ne facevano parte tutte le armate dell'Unione dislocate tra il fiume Mississippi e i monti Appalachian. Il 31 gennaio 1865 fu aggiunto il Dipartimento della Carolina del Nord e il 10 febbraio dello stesso anno venne aggregato anche il Dipartimento del Kentucky. Il 19 aprile 1865, la porzione del Dipartimento della Carolina del Nord che a quel tempo non era stato occupato dal generale Sherman, venne trasferito alla Divisione militare del James. La Divisione venne ricostituita il 27 giugno 1865, e includeva i Dipartimenti dell'Ohio, del Missouri e dell'Arkansas; il 26 marzo 1866 venne aggiunto il Dipartimento del Platte. La Divisione militare del Mississippi fu sciolta il 6 agosto 1866.
La Divisione del Mississippi fu vittoriosa nella battaglia di Chattanooga del novembre 1863, mettendo in fuga l'Armata Confederata del Tennessee. Quando il generale Grant fu chiamato da Lincoln a comandare le Armate che combattevano a Est, fu sostituito al comando della Divisione dal maggior generale Sherman; sotto Sherman la Divisione invase lo Stato della Georgia conquistando, nel settembre 1864, la città di Atlanta e, subito dopo, dirigendovi verso il porto di Savannah. Da qui si spinse negli Stati della Carolina. L'avanzata culminò con la vittoria nella battaglia di Bentonville e la resa, nell'aprile del 1865, di tutte le armate Confederate di stanza negli Stati delle Carolina, Georgia e Florida, da parte del generale Joseph E. Johnston.

## Comandanti
- Maggior generale Ulysses S. Grant (16 ottobre 1863 - 18 marzo 1864)
- Maggior generale William T. Sherman (18 marzo 1864 - 6 agosto 1866)

## Maggiori battaglie e campagne
- Campagna di Chattanooga (Grant)
- Campagna di Franklin-Nashville (Sherman)
- Campagna di Atlanta (Sherman)
- Marcia verso il mare di Sherman
- Campagna delle Caroline (Sherman)